# Lennart

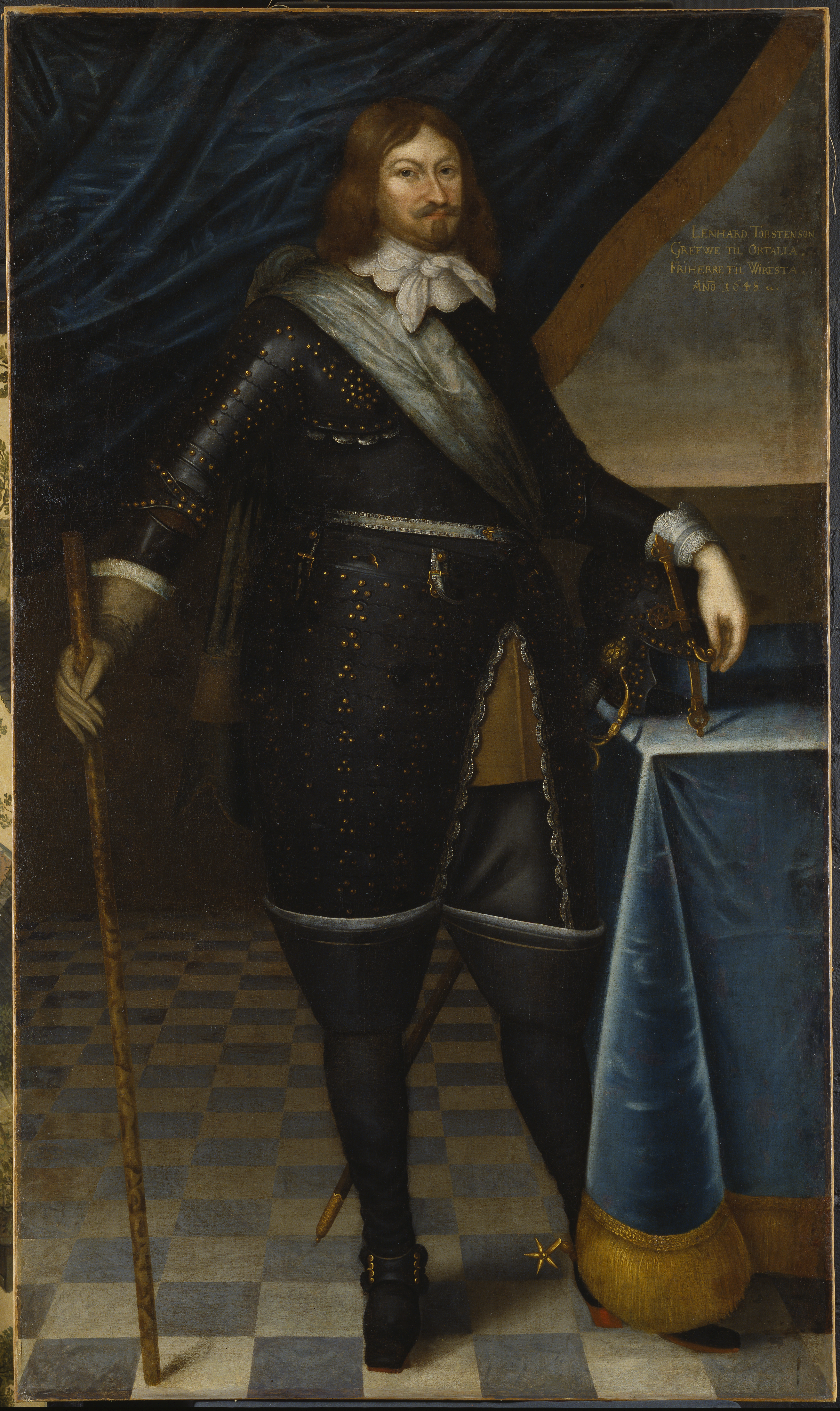
Lennart Torstenson.

Lennart är ett mansnamn med forntyskt ursprung. Det är en lågtysk form av, och har samma betydelse som Leonard. Bildat av le(w)o - lejon och harti / herti - hård, stark.
Äldsta belägg i Sverige är från år 1549.
Totalt är namnet det åttonde vanligaste förnamnet i Sverige, men bland de yngsta hör det inte ens till de 500 vanligaste tilltalsnamnen.
Den 31 december 2019 fanns det totalt 111 458 personer i Sverige med förnamnet Lennart, varav 23 616 hade det som tilltalsnamn.
År 2003 fick 262 pojkar namnet, varav endast 1 fick det som tilltalsnamn.
Namnsdag i Sverige: 28 september (sedan 1901). I den finlandssvenska namnsdagslängden har Lennart namnsdag 28 september sedan starten 1929, då en egen namnsdagskalender togs i bruk för finlandssvenskar.

## Personer med namnet Lennart
- Lennart Atterwall - friidrottare
- Lennart Backman - fotbollsspelare, bandyspelare
- Lennart Bergelin - tennisspelare och Björn Borgs tränare, bragdmedaljör
- Lennart Bernadotte - svensk prins 1909 och landskapsarkitekt, son till prins Wilhelm
- Lennart Bodström - socialdemokratisk politiker, statsråd
- Lennart Bylock - industriman
- Lennart "Hoa-Hoa" Dahlgren - tyngdlyftare, krögare och känd deltagare från På spåret
- Lennart Daléus - politiker och partiledare för Centerpartiet
- Lennart Fagerlund - tävlingscyklist
- Lennart Forsman - sjöofficer och översättare
- Lennart Geijer - socialdemokratisk justitieminister
- Lennart Grebelius - näringslivsperson och filantrop
- Lennart Groll - landshövding i Kalmar län och i Stockholms län, statsråd
- Lennart Hardell - professor
- Lennart Hedmark - friidrottare
- Lennart Hellsing - författare av barnlitteratur
- Lennart Hjulström - skådespelare
- Lennart Hyland - TV-journalist och programledare
- Lennart "Klimpen" Häggroth - ishockeymålvakt
- Lennart Jirlow - konstnär
- Lennart Johansson - fotbollsförbundsordförande
- Lennart Johansson (ishockeyspelare) "Tigern"
- Lennart Jonsson - friidrottare
- Lennart Julin - sportkommentator på TV
- Lennart Jähkel - skådespelare
- Lennart Klingström - kanotist, OS-guld 1948
- Lennart Koskinen - biskop i Visby stift
- Lennart Larsson (fotbollsspelare) "Lie"
- Lennart Larsson (skidåkare) "Lill-Järven"
- Lennart Lendel – ämbetsman
- Lennart Lind - friidrottare
- Lennart Lindblad - uppfinnare och entreprenör
- Lennart Ljung - general, överbefälhavare
- Lennart Lundén - tonsättare
- Lennart Lundh - skådespelare, känd från Albert & Herbert
- Lennart Meri - tidigare president i Estland
- Lennart Moberg (friidrottare)
- Lennart Nilsson - fotograf
- Lennart Nyman - förbundskapten i fotboll
- Lennart af Petersens - fotograf
- Lennart Petri - diplomat
- Lennart Risberg - boxare
- Lennart Samuelsson - fotbollsspelare
- Lennart Sandgren - landshövding i Kristianstads län och Stockholms län
- Lennart "Nacka" Skoglund - fotbollsspelare i Sverige och Italien, VM-silver 1958
- Lennart Strand - friidrottare, OS-silver 1948
- Lennart Strandberg - friidrottare
- Lennart Svedberg - ishockeyspelare, mera känd som Lill-Strimma
- Lennart R. Svensson - skådespelare
- Lennart Swahn - radioman och TV-man
- Lennart Torstenson - fältmarskalk i trettioåriga kriget m.m.
- Karl-Lennart Uggla - generaldirektör, landshövding i Västmanlands län
- Lennart Wallén - filmklippare, regissör
- Lennart Winblad - journalist
- Lennart Wing - fotbollsspelare